# Jessica Breland
Jessica Nicole Breland (Brooklyn, 23 febbraio 1988) è un'ex cestista statunitense, professionista nella WNBA.

## Carriera
È stata selezionata dalle Minnesota Lynx al secondo giro del Draft WNBA 2011 con la 13ª chiamata assoluta.

## Palmarès
- WNBA All-Defensive First Team  (2018)